# Элефантиаз
Слоновая болезнь (от греч. ελεφαντίασις; слоновость, элефантиаз, элефантиазис) — стойкое увеличение размеров какой-либо части тела (конечности, мошонки) за счёт болезненного разрастания (гиперплазии) кожи и подкожной клетчатки, которое вызывается постоянным застоем лимфы с образованием отёка.
Причиной болезни в данном случае является паразитическая нематода — возбудитель бругиоза — Brugia malayi. Другой вариант болезни — врождённый или приобретённый (например, связи с перенесённой операцией на лимфатической системе) порок лимфатической системы, заключающийся в закупорке лимфатических сосудов или в нарушении лимфотока. См. лимфостаз.

## Симптомы
При слоновости больные участки кожи покрываются бородавками и язвами. В месте поражения отмечаются явления лимфатического и венозного стаза, отёчности тканей и раздражения соединительной ткани. В коже и подкожной клетчатке развиваются гипертрофические процессы, обусловленные разрастанием соединительной ткани в коже и межмышечных пространствах, а заодно утолщением кости.
Гипертрофия приводит к изменению формы и объёма органов, в большинстве случаев отмечается поражение ног, которые увеличиваются и напоминают ноги слона. Отсюда происходит название болезни. Но известны и прочие случаи заболевания (в частности, слоновость мошонки). Возникновение и развитие элефантиаза может спровоцировать тромбофлебит, поскольку создаются условия для распространения инфекции в лимфатических сосудах.
Также слоновость может спровоцировать стрептококк, вызывающий болезнь под названием рожа, которая в редких случаях приводит к лимфостазу (другое название — лимфедема).

## Эпидемиология

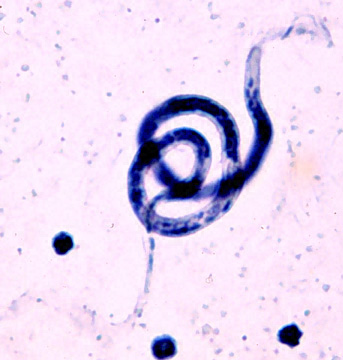
Филярия Банкрофта — паразит, вызывающий слоновость

Наиболее часто заболевание встречается в тропическом поясе, где оно вызывается филяриями — мелкими паразитическими круглыми червями, переносчиками которых являются москиты(напр. Wuchereria bancrofti (вухерериоз)). Эта инфекция носит название филяриоза. В странах СНГ филяриоз не отмечен.

## Лечение
Обычно консервативное, направленное на лечение воспалительных заболеваний, улучшение лимфатического оттока из нижних конечностей. В тяжёлых случаях применяют хирургические операции.

### Новые методы лечения
20 сентября 2007 года учёными было сделано заявление о полной расшифровке генома паразита Brugia malayi, что может привести к созданию принципиально новой и эффективной методики лечения.
Кроме того, по последним заявлениям в прессе, египетским врачам удалось добиться значительных результатов в профилактике и лечении заболевания. Применялись два новых препарата — диэтилкарбамазин и альбендазол.

### Прорыв в лечении
5 октября 2015 года Сатоси Омура совместно с Уильямом Кэмпбеллом получили нобелевскую премию по медицине за открытие нового класса лекарств на основе авермектинов в лечении инфекций, переносимых паразитическими червями. Авермектины эффективны против возбудителей онхоцеркоза (речной слепоты) и элефантиаза.
Сатоси Омура наблюдал за водоемами, в которых развиваются личинки червя-возбудителя в поисках естественного врага элефантиаза. Через много лет поисков он обнаружил в продуктах жизнедеятельности бактерий Streptomyces avermitilis авермектин — природный антибиотик, который не переносят филярии. В чистом виде авермектин впервые сумел выделить его коллега, Уильям Кэмпбелл.